# Palais Galliera, musée de la Mode de la ville de Paris
Pour les articles homonymes, voir Musée de la mode.
Situé sur la colline de Chaillot, le Palais Galliera, musée de la Mode de Paris, est un musée français de style néo-Renaissance, situé dans le 16e arrondissement de Paris.
À travers ses expositions-collections aux thématiques fréquemment renouvelées, le musée met en scène une partie de ses collections constituées de près de 200 000 œuvres, parmi les plus importantes au monde dans ce domaine, et raconte une histoire de la mode du XVIIIe siècle à nos jours. En outre, sa programmation d’expositions temporaires permet de découvrir différentes approches de la mode, entre création artistique et phénomène socioculturel, et d’en explorer ses grandes figures.
Le musée est ouvert au public lors d'expositions temporaires — trois par an en moyenne — d'une durée d'environ quatre à six mois chacune.
Il s'agit d'un des quatorze musées de la ville de Paris gérés depuis le 1er janvier 2013 par l'établissement public administratif Paris Musées.

## Accès
Le musée est accessible par le 10 avenue Pierre-Ier-de-Serbie. Il est desservi par la ligne 9 à la station Iéna et le RER C à la station Pont de l'Alma. Il se situe entre la rue de Galliera et la rue Maria-Brignole.

## Histoire

### Le testament initial
Le musée est situé dans l'ancien palais muséal de la duchesse de Galliera, qui fut édifié entre 1878 et 1894 par l'architecte Léon Ginain.
À la mort de son mari en 1876, la duchesse de Galliera, Maria Brignole Sale De Ferrari est l'héritière d'une belle fortune dont elle se sert pour des œuvres caritatives. Le duc de Galliera ayant été commanditaire de la Société d'urbanisme Thome & Cie, la duchesse se trouve en possession de nombreux terrains dans le 16e arrondissement. Elle décide d'y faire construire un musée pour recevoir sa collection d'œuvres d'art, qu'elle souhaite léguer à la ville de Paris.
La donation est faite par acte authentique passé le 31 octobre 1878 devant maître Delapalme, notaire à Paris : 
- d'un terrain triangulaire de 17 600 mètres carrés le long de l'avenue du Trocadéro, pour y établir le musée et un square ;
- du sol nécessaire à la réalisation de deux voies d'isolement du musée et du square.

La duchesse s'engage à faire réaliser le musée et le square à ses frais.
Le décret présidentiel du 30 août 1879 accepte la donation. Les deux rues prévues dans la donation portent les noms de rue Maria-Brignole et rue de Galliera et sont classées parmi les voies publiques.

### Les travaux
Les travaux débutent le 28 mai 1879. Dans un testament olographe daté du 7 octobre 1884, la duchesse de Galliera charge la ville de Paris de la construction du musée pour une somme maximale de 6,5 millions de francs, pour les travaux déjà faits et ceux restant à faire jusqu'à leur complet achèvement.
Le 22 juin 1886, à la suite de manifestations favorables au comte de Paris, à l'occasion du mariage de sa fille avec le prince du Portugal, Jules Grévy et Georges Clemenceau convoquent la Chambre des députés, qui adopte une loi obligeant les chefs des familles ayant régné en France et leurs héritiers directs à quitter le territoire.
La duchesse est outrée par cette loi mais, ne pouvant revenir sur sa donation du musée, elle décide alors d'abandonner le legs de sa collection à la ville de Paris ; celle-ci, en attendant, se trouve conservée au Palazzo Rosso et au Palazzo Bianco à Gênes. La duchesse meurt le 6 décembre 1888, avant la fin de la construction. L'année suivante, en mai 1889, ses héritiers déposent la somme de 1,3 million de francs auprès du receveur de la ville de Paris pour terminer les travaux. Le 26 décembre 1889, le conseil municipal décide de s'en tenir à la donation faite le 31 octobre 1878 et de ne recevoir le musée et le square qu'après la fin des travaux. Les héritiers de la duchesse de Galliera font achever les travaux par l'architecte Léon Ginain ; ils sont enfin terminés le 27 février 1894, et la ville de Paris reçoit le musée Brignole-Galliera et le square le 1er juillet 1894.

### Quel objet?
Cependant, la collection Galliera pour laquelle le musée a été conçu ayant quitté la France pour l’Italie, la ville de Paris doit trouver à ce dernier une nouvelle destination ; elle va y déposer des œuvres qu'elle possède puis en faire un lieu d'expositions temporaires. La première, consacrée à des portraits de femmes et des dentelles, est inaugurée par le président de la République Félix Faure le 1er mars 1895.

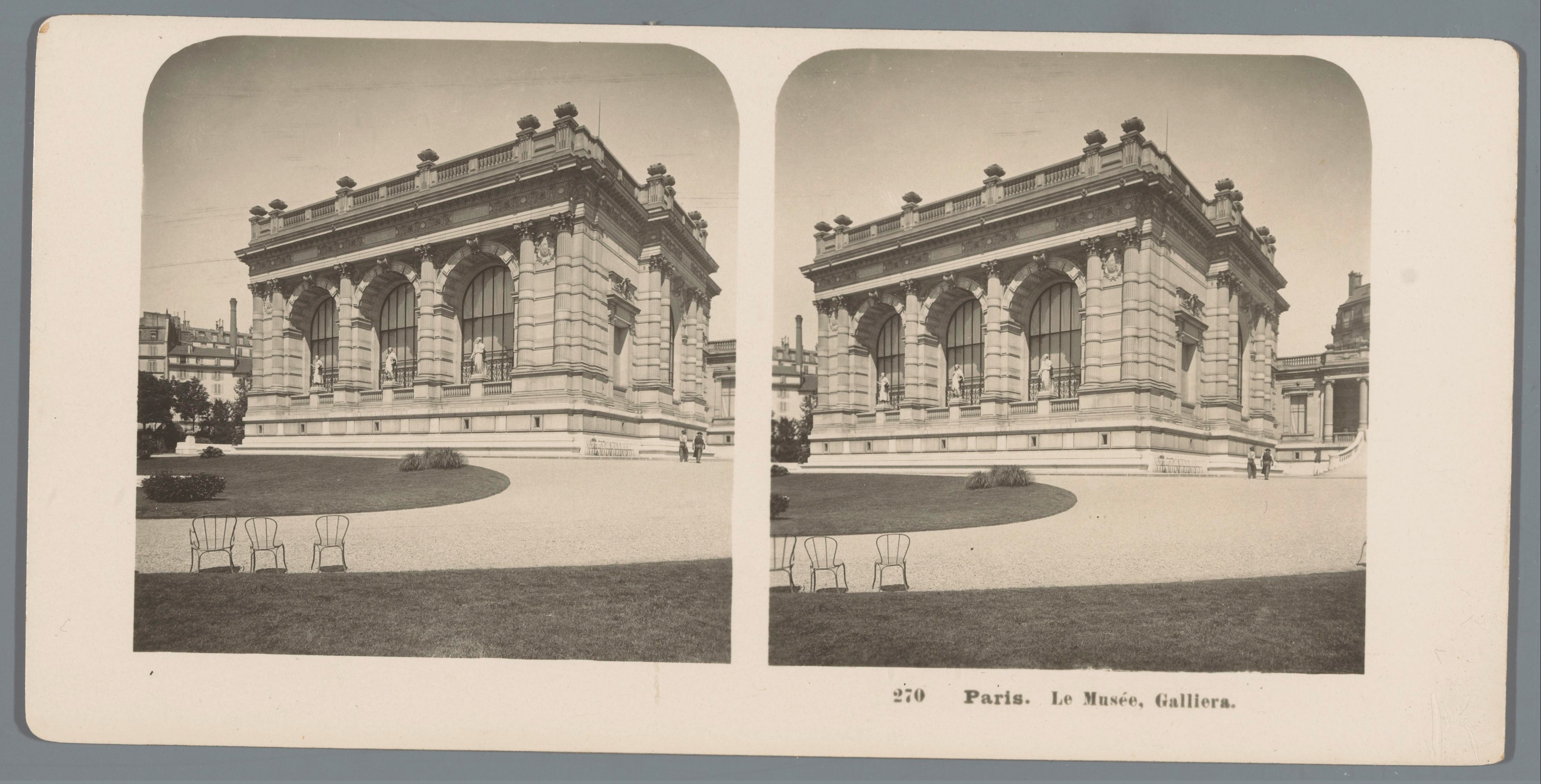
Le musée en 1903.
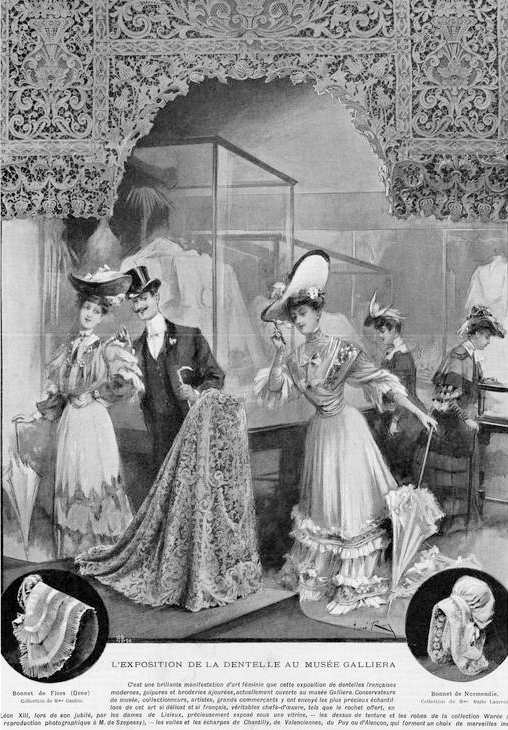
Exposition en 1904.

En 1902 à l'initiative de Quentin Beauchart, conseiller municipal du 13e arrondissement, la ville décide d'y établir un musée d'art industriel. Il y a eu par la suite des expositions d'art contemporain. Ensuite, le musée fut loué aux commissaires-priseurs parisiens pour leurs ventes de prestige. Le projet initial de la duchesse de Galliera ne voit donc pas le jour. Mais dans les années 1920, la ville de Paris décide de créer un musée du costume et des accessoires, à partir de la collection de Maurice Leloir, laquelle est exposée au musée Carnavalet (à partir de 1907), puis au musée d'Art moderne de la ville de Paris (de 1955 à 1971). Finalement, le palais Galliera devient le musée de la Mode et du Costume en 1977.
En 1926 s'y tient le salon du Franc, une exposition-vente de peintures et sculptures offertes par une centaine d'artistes étrangers résidant en France pour soutenir le franc.
En 1948, la princesse Élisabeth, héritière du trône britannique, visite le musée Galliera, dans le cadre d'une exposition portant sur « 800 ans de vie et d'art anglais ». Elle prononce également un discours en français,,. Gaston Balande a peint un tableau sur cette réception.

## Description

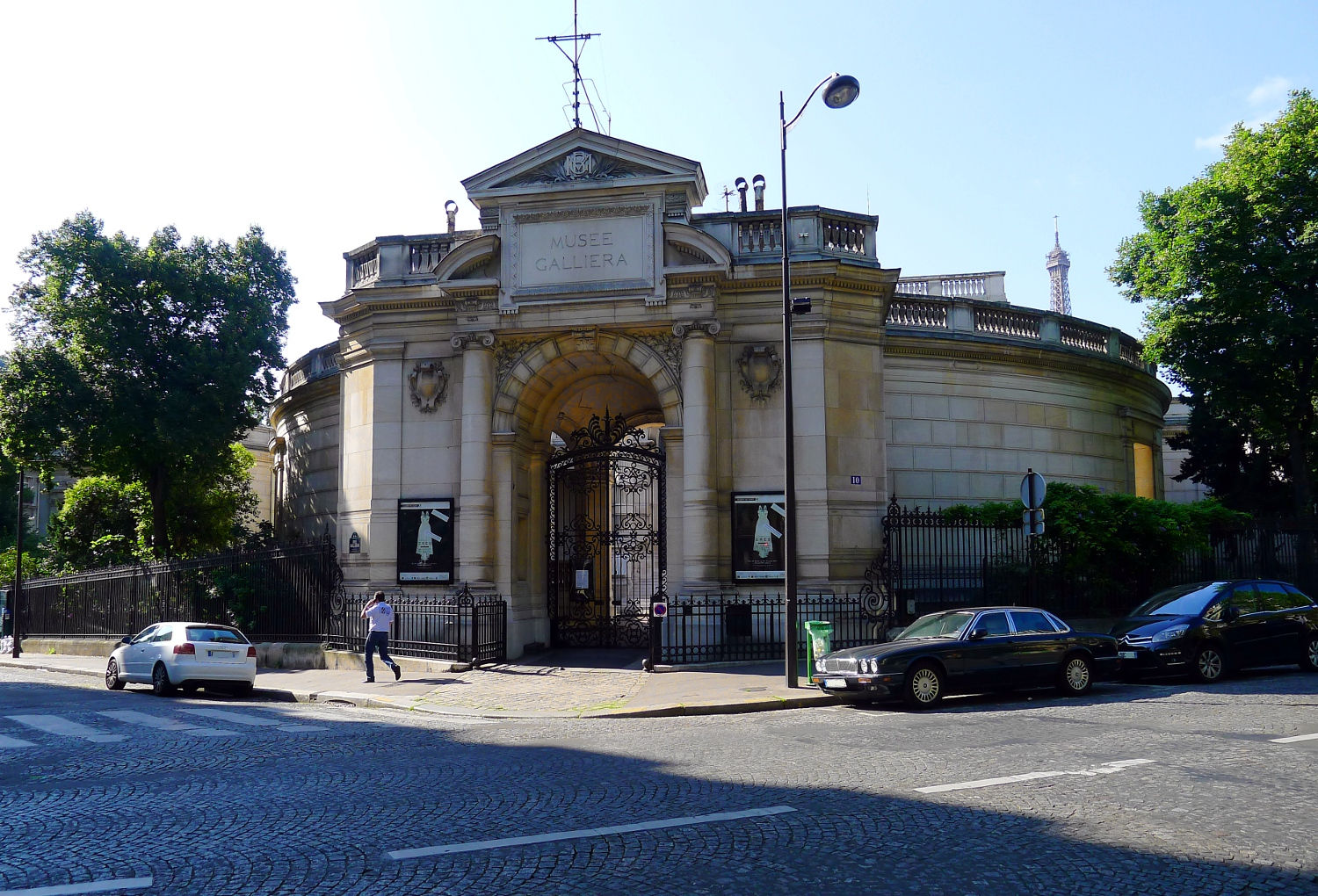
Musée Galliera vu de l'avenue Pierre Ier de Serbie.

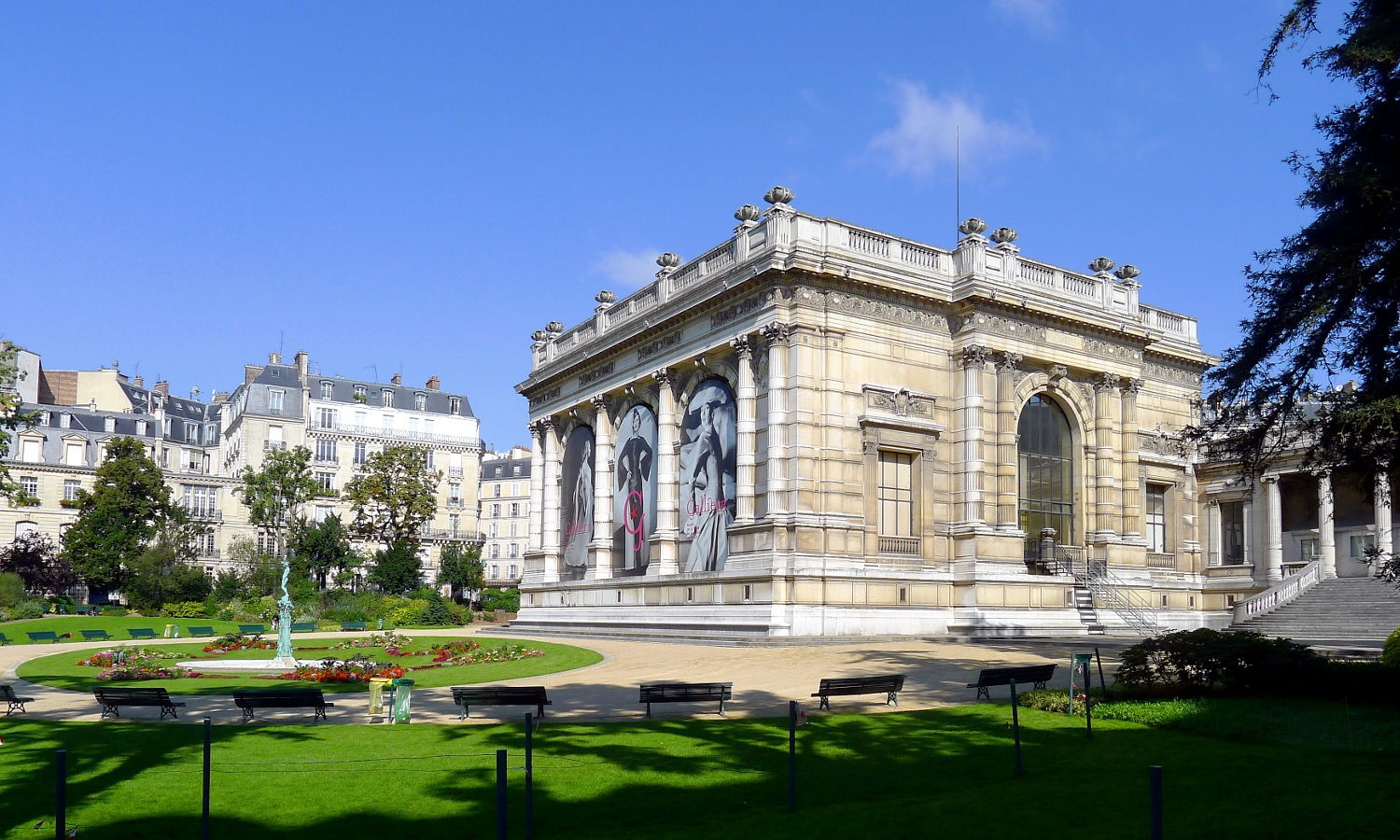
Le musée jouxte le square Brignole-Galliera, qui depuis 1916 est orné d'une fontaine.

La duchesse de Galliera ayant confié à Léon Ginain la direction du projet, ce dernier dresse les plans en s'inspirant du palais que la duchesse possède à Gênes. Si l'enveloppe en pierre rappelle la Renaissance italienne, l'ossature est métallique et a été réalisée par la Compagnie des établissements Eiffel. L'édifice est de style Beaux-Arts. La mosaïque du sol et des coupoles est l’œuvre de Giandomenico Facchina (1826-1904). Sur la façade donnant sur l'avenue du Président-Wilson se trouvent les statues représentant la Peinture, par Henri Chapu, l'Architecture, par Jules Thomas, et la Sculpture, par Pierre Cavelier.
Le musée de la Mode est inauguré en 1977. Il fait revivre l'histoire de la mode lors de prestigieuses expositions temporaires, permettant au public de découvrir une partie d'un fonds riche de 90 000 pièces : les somptueux habits des XVIIIe et XIXe siècles comme les œuvres des grands couturiers et créateurs gardent la mémoire de trois siècles de mode. Bijoux, cannes, chapeaux, chaussures, sacs, éventails, gants, ombrelles et parapluies complètent les collections, avec également des archives de photographies comme celles d'Henry Clarke, reçues en 1997.
Durant l'été 2021 est pour la première fois installée une collection permanente, dans les sous-sols récemment aménagés. Elle présente une histoire de la mode du XVIIIe siècle à nos jours.

### Travaux de rénovation
Des travaux de rénovation sont engagés à la fin de l'exposition « Sous l’Empire des crinolines », le 26 avril 2009, jusqu'au 28 septembre 2013, pour un coût global de cinq millions d'euros. Pendant sa fermeture, le musée Galliera continue de proposer un programme d'expositions hors les murs, notamment aux Docks, cité de la mode et du design ou à l'hôtel de ville de Paris.
Le 15 juillet 2018, le musée ferme de nouveau pour des travaux d'extension en sous-sol et de création d’une librairie-boutique et d’un café réalisés par Dominique Brard. Financées par la maison de couture Chanel, les galeries « Gabrielle Chanel » permettent depuis de doubler la surface d’exposition. Le musée rouvre le 1er octobre 2020. Les galeries de sous-sol, en briques rouges et pierres de taille, augmentent la surface du musée de 700 mètres carrés. Par ailleurs, une salle d'atelier pour les activités culturelles et pédagogiques est initiée rez-de-jardin. Les 5000 mètres carrés de bâtiment sont rénovés, les balustres sont consolidés et les façades sont ravalées.

Cour d'honneur
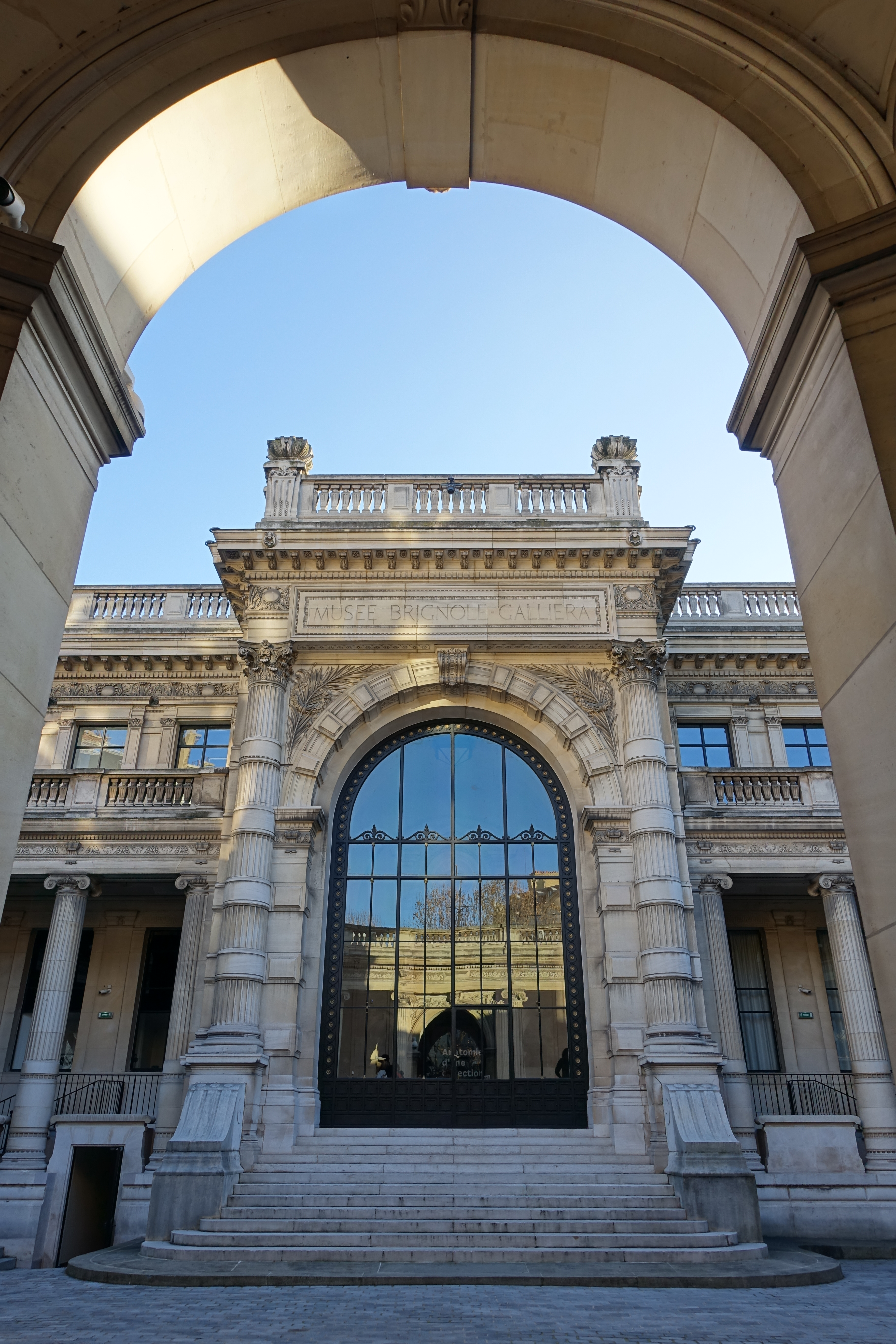
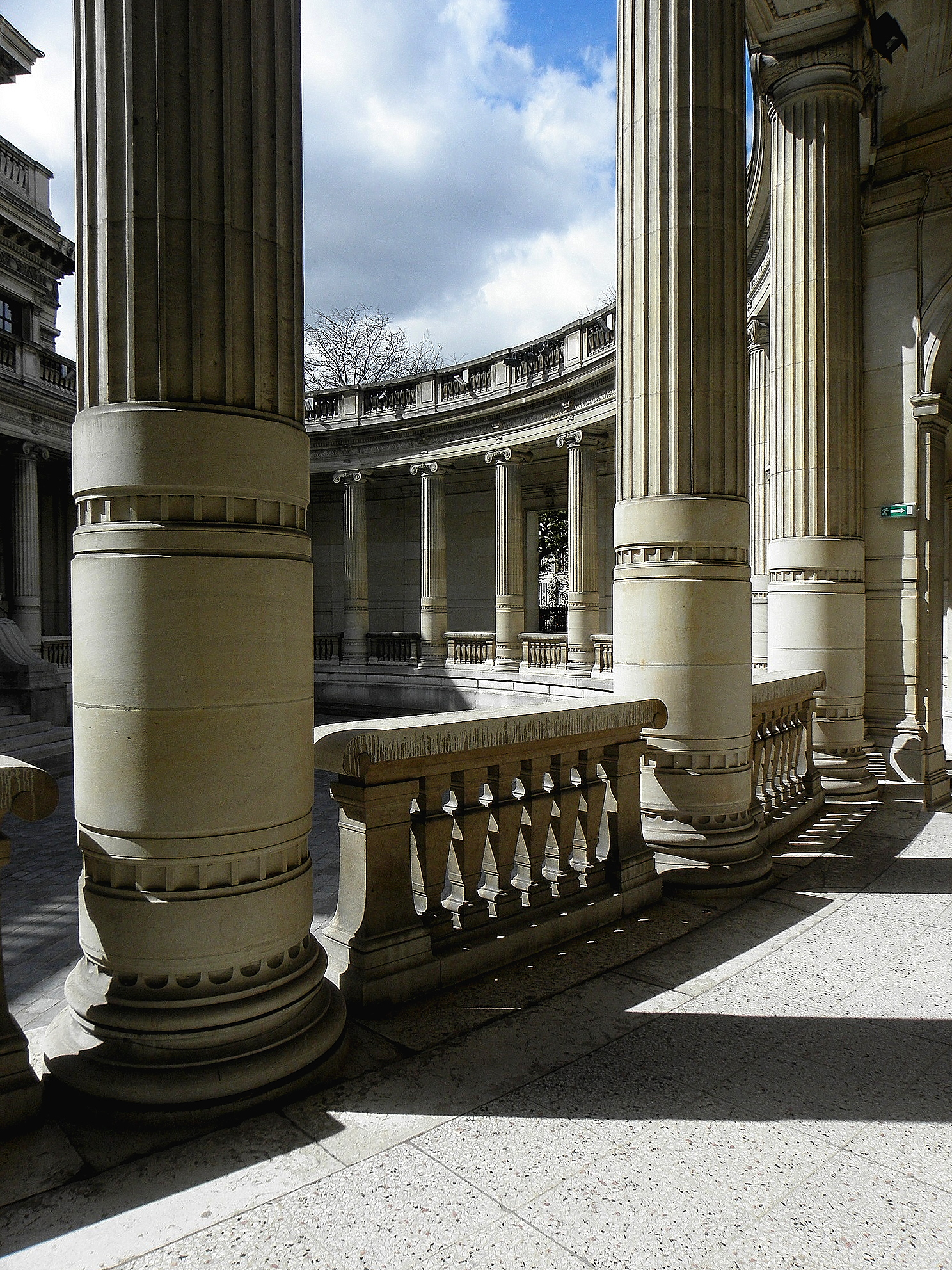
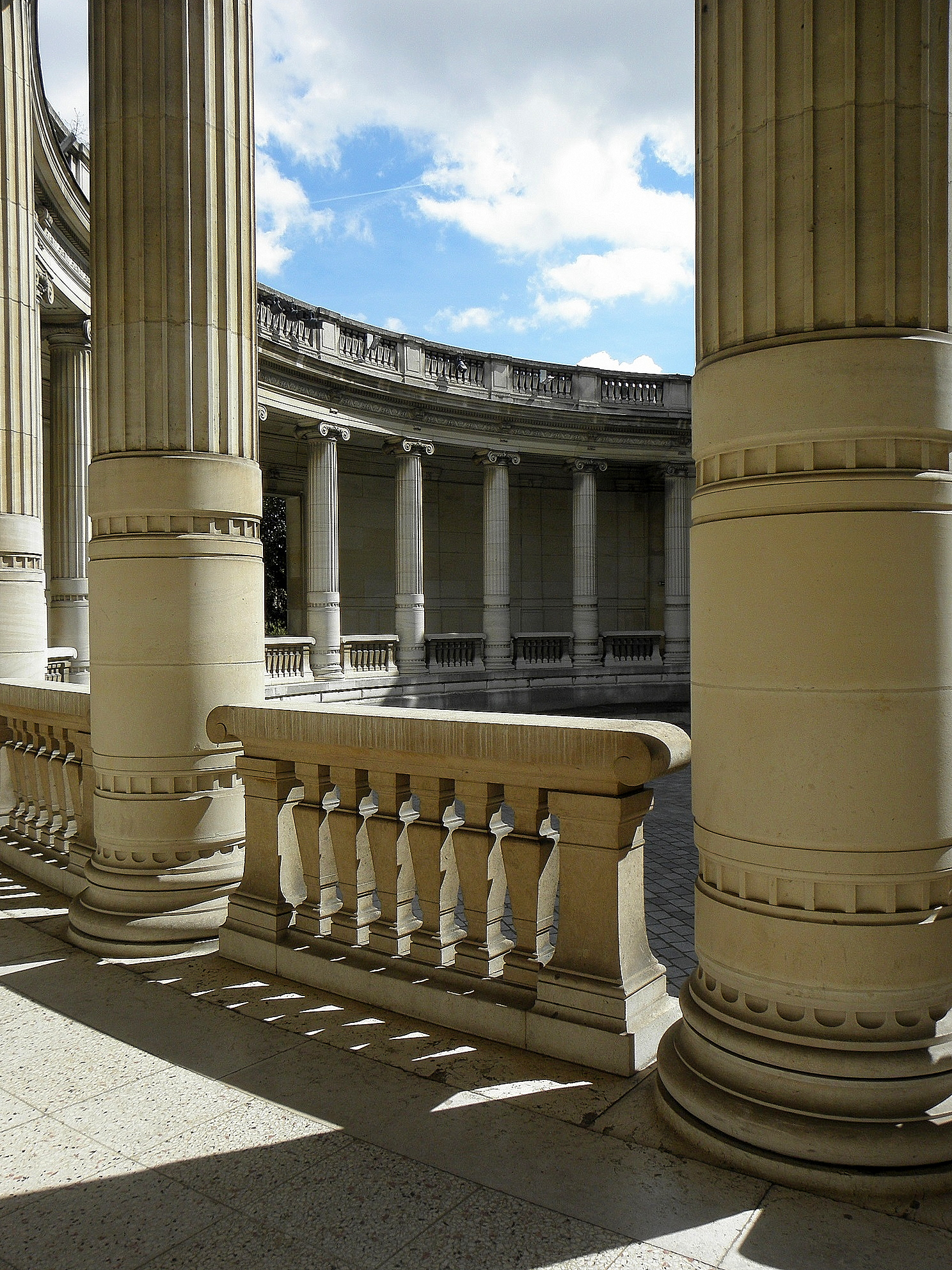

## Direction
Jusqu'au début de 2018, le musée était dirigé par l'historien Olivier Saillard. Il est remplacé par Miren Arzalluz (es),. Arzalluz prend en 2025 la direction du musée Guggenheim à Bilbao ; elle est à son tour remplacée par Émilie Hammen en juillet 2025.

## Collections
Parmi les collections, on peut citer celles de Paul Iribe, Georges Lepape, René Gruau, Christian Bérard, Bernard Blossac, René Bouët-Willaumez, Pierre Louchel, Pierre Pagès, Lola Prusac ou encore Roger Rouffiange.

## Expositions
Le musée présente en moyenne trois expositions par an sur les différents aspects de la mode (époques, garde-robes célèbres, couturiers tels que Margiela, Fortuny, Balenciaga, Lanvin, Alaïa, Comme des Garçons, Grès, Carven).
Depuis 2021, le Palais Galliera présente ses collections au niveau du rez-de-jardin à travers des parcours thématiques renouvelés pour des raisons de conservation préventive. Le musée a inauguré ses nouvelles galeries avec le parcours des collections « Une histoire de la mode. Collectionner, exposer au Palais Galliera », qui raconte l’histoire du Palais Galliera et de ses collections. Du 16 juin 2023 au 5 janvier 2025, le musée présente son deuxième parcours des collections, intitulé « La Mode en mouvement », qui retrace à travers trois accrochages, une histoire de la mode du XVIIIe siècle à nos jours, et développe une thématique transversale du corps en mouvement.

### Liste
Liste des expositions temporaires présentées au Palais Galliera depuis sa réouverture en 2020.
- « Gabrielle Chanel, manifeste de mode » du 1er octobre 2020 au 18 juillet 2021[1].
- « Vogue Paris, 1920 - 2020 » du 2 octobre 2021 au 30 juillet 2022[15].
- « Love Brings Love. Le défilé hommage à Alber Elbaz » du 5 mars 2022 au 10 juillet 2022[16].
- « Frida Kahlo, au-delà des apparences » du 15 septembre 2022 au 5 mars 2023[17].
- « 1997, Fashion Big Bang » du 7 mars au 16 juillet 2023[18].
- «Azzedine Alaïa, couturier collectionneur » du 27 septembre 2023 au 21 janvier 2024[19].

## Dans la fiction
- 1983 : Papy fait de la résistance de Jean-Marie Poiré
- 1986 : Le Rayon vert d'Éric Rohmer
- 2006 : Le diable s'habille en Prada de David Frankel[20]
- 2010 : Inception de Christopher Nolan[21]